# Desulfitobacterium metallireducens
Desulfitobacterium metallireducens è una specie di batterio appartenente alla famiglia delle Peptococcaceae.